# Peter Pen
Peter Pen, né le 14 juin 1973, est un ancien skieur alpin slovène.

## Palmarès

### Jeux Olympiques
| Épreuve / Édition | Nagano 1998 | Salt Lake City 2002 |
| Descente          | DNF         | 23e                 |
| Super G           | 23e         | DNF                 |
| Combiné           | 8e          |                     |

### Championnats du monde
| Épreuve / Édition | St-Anton 2001 | St-Moritz 2003 |
| Descente          | DNF           | 30e            |
| Super G           | DNF           | 26e            |
| Combiné           | 7e            |                |

### Coupe du monde
- Meilleur classement final : 63e en 2001.
- Meilleur résultat : 6e.